# هدى عابدين
هدى عابدين (1401- 1428 هـ/ 1980- 2007 م) حقوقية سورية ناشطة في الإصلاح والدعوة في أورُبَّا ، والدفاع عن حقوق الجالية العربية والمسلمة. أتقنت خمس لغات، وتوفيت شابَّة. وهي ابنةُ الداعية الأستاذة هادية العطَّار، وحفيدة الداعية الكاتبة الشهيدة بنان الطنطاوي، والمفكِّر الأديب عصام العطَّار.

## ولادتها وتحصيلها
وُلدت هدى بنت عبد الوهَّاب عابدين في مدينة آخِن بألمانيا، يوم الاثنين 24 من المحرَّم 1401هـ الموافق أول ديسمبر (كانون الأول) عام 1980م، لأسرة دمشقية عريقة شريفة تُعَدُّ من أقدم الأُسَر في مدينة دمشق، وينتهي نسبُها إلى الإمام الحسين ابن أمير المؤمنين علي بن أبي طالب. ونشأت في كنف والدتها الداعية المربية هادية بنت عصام العطَّار، وجدِّها القائد الإسلامي الأديب الأستاذ عصام العطَّار.
تميَّزت بشخصية جادَّة فريدة، وبرَّزَت في جميع مراحل دراستها في المدارس الألمانية، وفي تحصيل اللغة العربية ومبادئ الشريعة في البيت والمسجد. حفظت كثيرًا من القرآن الكريم، وعشقت اللغة العربية وحرَصَت على تعلُّمها واستظهار روائع نصوصها الشعرية والنثرية، وبرَعَت في إنشاد الشِّعر بفصاحة وبيان، من طفولتها. فكانت تشارك في الندَوات الدعوية والثقافية وهي ابنةُ خمس سنين، بإلقاء أبياتٍ شعرية أو قِطَع نثرية، بإتقان مُعجِب.
اختارت بعد حصولها على الشهادة الثانوية الاختصاصَ بالقانون، لقناعتها بالحاجة الشديدة إليه في مجتمعات العرب والمسلمين والأقلِّيات في الغرب. فانتسبت إلى كلية القانون في جامعة القانون بمدينة هامبورغ، وهي إحدى أرقى جامعات العالم، ولا تضمُّ إلا نخبةَ النخبةِ من الأساتذة والطلَّاب، ولا تقبلُ كلَّ سنة إلا عددًا محدودًا من الطلَبة الذين حازوا في شهاداتهم ودراساتهم السابقة أعلى العلامات، بعد اجتيازهم امتحانًا تحريريًّا وشفويًّا صعبًا، واختبارًا شاملًا للشخصية والقُدُرات.
ثم تابعت دراستَها في جامعة إكستر في بريطانيا، وتدرَّبت في عددٍ من مكاتب المحاماة الدَّولية. وأتقنت خمسَ لغات إتقانًا مُحكَمًا؛ قراءةً وكتابةً وحديثًا، وهي: العربية، والألمانية، والإنكليزية، والفرنسية، واللاتينية.

## عملها ونشاطها
عملت في مجال تخصُّصها في الحقوق والقانون، ونشِطَت في الدفاع عن حقوق المظلومين، وكانت صوتًا عاليًا قويًّا في نُصرة أبناء الجالية العربية المسلمة في ألمانيا وأوربا.
ولها جهودٌ في حثِّ المسلمين في ديار الغرب على تعليم أبنائهم اللغةَ العربية، فهي عندها: الشخصيةُ والهُويَّة والدِّين والمصير.

## صفاتها
كانت معتزَّةً بدينها متمسِّكةً بحجابها وزيِّها الإسلامي في أوربا، فحازت إعجابَ كلِّ من عرفها وتقديرَهم في الجامعة والعمل والحي.
وصفَها جدُّها الأستاذ عصام العطَّار بقوله: «كانت في طفولتها وصِباها وشبابها مُرهفةَ الحسِّ، مَشبوبةَ العاطفة، إنسانيةَ الشعور، صادقةَ الطبع، قويمةَ السلوك، عظيمةَ الطموح، توَّاقةً على الدَّوام إلى الأفضل والأقوم والأكمل، وكانت تأبى إلا أن تكونَ سابقةً في مُختلِف المجالات التي دخلتها مهما كلَّفها ذلك من جُهد، وحرمها من راحة، وأرهقها من تعَب. وكان يُرجَى لها لو امتدَّ بها العُمر مستقبلٌ علمي وإسلامي وإنساني كبيرٌ جدًّا.. وكانت أمَلي في أن تكونَ لنا نحنُ العربَ والمسلمين وأبناءَ العالم الثالث، عينًا من العيون البصيرة الأمينة التي نُطِلُّ بها على العالم والعصر وقضاياه، ولسانًا من الألسنة العليمة السَّديدة التي تنطِقُ بالحقِّ، وصورةً صادقةً باهرةً للمرأة المسلمة في مجالات العلم والفكر والعمل».

## مرضها
```
لم تركَنْ إلى الراحة أبدًا، فكانت في عمل دائب مستمر، ولكنَّ جُهدَها الكبيرَ، وتعبَها المتواصلَ، للتفوُّق والتقدُّم، وأداء رسالتها المرجوَّة على أفضل وجه ممكن، كانا أكبرَ من طاقتها الإنسانية، فأخذ الضعفُ والوَهنُ يتسرَّب إلى جسمها وصحَّتها على توالي الأيام، وهي تُكابرُ الضعفَ والوَهن، حتى عَجَزَ الجسمُ الضعيفُ عن مطالب الرُّوح العظيمة، فانهارَ الجسم، ورجعَت الرُّوحُ إلى ربِّها راضيةً مَرضية إن شاء الله.
[
1
]
```

وكانت اتصلت بجدِّها عصام العطَّار قبل مدَّة من وفاتها وقالت له: إنني أحسُّ في هذه الأيام إحساسًا عميقًا جدًّا بأنني أقربُ إلى الله مني إلى الناس، وإلى الآخرة مني إلى الدنيا، وأجدُ في الذِّكر والدعاء وقراءة القرآن سعادةً لا توصَف، وأجدُ في قلبي طُمَأنينةً كاملةً للقاء ربي، ولا أستشعرُ خوفًا من الموت، ولكنَّني أُحبُّكُم وأكره أن أفارِقَكُم، ويَحُزُّ في نفسي أن أخرُجَ من الدنيا ولم أحقِّق فيها ما كنتُ أحلُمُ بتحقيقه لديني وأسرتي ونفسي، وللإنسانية كلِّها، وأكرَهُ أن أُسبِّبَ لكم الألمَ والحُزن.
يقول جدُّها: وأحسَستُ بصوتها يختَلِج، وبأنها تُمانعُ البكاء، وأحسَستُ - وأنا في آخِن وهي في هامبورغ - بدمَعاتها تتقاطرُ على الخَدَّين، ثم قالت: عفوًا يا جدُّو، لا بدَّ أنني أحزَنتُك؛ ولكن تأكَّد أنني سأكافحُ لأعيش، ولأنجح، ولأسعَدَ بكم وأُسعِدَكم، وأحقِّقَ ما أستطيعُ تحقيقَه من الآمال!

## وفاتها وتأبينها
توفيت في مدينة آخِن بألمانيا، يوم الأحد 16 شوَّال 1428هـ الموافق 28 من أكتوبر (تشرين الأول) 2007م، عن 27 عامًا، وصُلِّي عليها في مسجد بلال، ودُفنت قربَ قبر جدَّتها لأمِّها الشهيدة الراحلة بنان بنت علي الطنطاوي.
أقامت لها جامعة هامبوغ حفلَ تأبين تحدَّث فيه مديرُ الجامعة، وبعضُ الإداريِّين والأساتذة والطَّلَبة، وذكروا من شمائلها ومآثرها ما يُفتخَر به. ودعا مديرُ الجامعة أسرتَها وسلَّمَهم كتابًا تذكاريًّا أعدَّته الجامعةُ عنها. وقال أحدُ أساتذتها آسفًا: «إن هُدى ليست فقيدةً أُسريةً، ولكنَّها فقيدةٌ إنسانية وأخلاقية، فقد كان يُرجى لها أن تكونَ في المستقبل من أكبر فقهاء القانون في العالم، ومن أكبر حُرَّاس الحقِّ والعدالة والقِيَم الإنسانية العُليا».